# Kutenholz
Kutenholz település Németországban, azon belül Alsó-Szászország tartományban. Lakosainak száma 4767 fő (2023. december 31.).

## Népesség
A település népességének változása:
| Lakosok száma | 4716 | 4680 | 4642 | 4629 | 4743 | 4767 |
|               | 2016 | 2017 | 2019 | 2021 | 2022 | 2023 |